# Вилхелм Евгений фон Вюртемберг
Вилхелм Евгений Август Георг фон Вюртемберг (на немски: Wilhelm Eugen (IV.) August Georg von Württemberg; * 20 август 1846, Бюкебург; † 27 януари 1877, Дюселдорф) е херцог на Вюртемберг и вюртембергдки щаб офицер.

## Биография
Той е син на херцог Евгений фон Вюртемберг (1820 – 1875) и съпругата му принцеса Матилда фон Шаумбург-Липе (1818 – 1891), дъщеря на княз Георг Вилхелм фон Шаумбург-Липе (1784 – 1860) и принцеса Ида Каролина фон Валдек-Пирмонт (1796 – 1869).
Вилхелм Евгений следва в Тюбинген. През 1866 г. той влиза като лейтенант във вюртембергската армия. За известно време е в Париж и от юли 1868 до януари 1869 г. с чичо си генерал Вилхелм фон Вюртемберг (1828 – 1896) пътува до САЩ. От 1870 г. той е в Камерата на Вюртемберг.
През 1874 г. Вилхелм Евгений става майор, а през 1876 г. щабен офицер. През 1876 г. е изпратен в Дюселдорф като шеф на ескадрон в 2. Вестфалски хузарен-регимент Нр. 11.
Вилхелм Евгений фон Вюртемберг умира на 30 години на 27 януари 1877 г. в Дюселдорф при дуел. Погребан е на 4 февруари 1877 г. в дворцовата църква на стария дворец в Щутгарт. Вдовицата му Вера е едва на 22 години и не се омъжва отново.

## Фамилия
Вилхелм Евгений фон Вюртемберг се жени на 8 май 1874 г. в Щутгарт за велика княгиня Вера Константиновна Романова от Русия (* 16 февруари 1854, Санкт Петербург; † 11 април 1912, Щутгарт), внучка на руския цар Николай I (1796 – 1855), дъщеря на велик княз Константин Николаевич Романов (1827 – 1892) и принцеса Александра фон Саксония-Алтенбург (1830 – 1911). Вера е осиновена дъщеря на кралица Олга Николаевна Вюртембергска. Те имат три деца:
- Карл Евгений (* 8 април 1875, Щутгарт; † 9 ноември 1875, Щутгарт)
- Елза Матилда Мария (* 1 март 1876, Щутгарт; † 27 май 1936, Пфафщат, Горна Австрия), близначка, омъжена на 6 май 1897 г. в Щутгарт за Кристиан Албрехт Гаетано Карл Вилхелм фон Шаумбург-Липе (* 24 октомври 1869, Ратибориц; † 25 декември 1942, Линц), син на принц Вилхелм фон Шаумбург-Липе (1834 – 1906) и принцеса Батилдис фон Анхалт-Десау (1837 – 1902)
- Олга Александра Мария (* 1 март 1876, Щутгарт; † 21 октомври 1932, Лудвигсбург), близначка, на 3 ноември 1898 г. в Щутгарт за Максимилиан Август Ярослав Адалберт Херман Георг фон Шаумбург-Липе (* 13 март 1871, Ратибориц; † 1 април 1904, Абазия), брат на съпруга на сестра ѝ Елза